# Чарне (гмина)
Чарне (пол. Czarne) — городско-сельская гмина (волость) в Польше, входит как административная единица в Члухувский повет, Поморское воеводство. Население — 9355 человек (на 2004 год).

## Демография
| Перепись                       | Всего   | Всего | Женщины | Женщины | Мужчины | Мужчины |
| ------------------------------ | ------- | ----- | ------- | ------- | ------- | ------- |
| Единицы                        | человек | %     | человек | %       | человек | %       |
| Население                      | 9355    | 100   | 4805    | 51,4    | 4550    | 48,6    |
| Плотность населения (чел./км²) | 39,8    | 39,8  | 20,5    | 20,5    | 19,4    | 19,4    |

## Соседние гмины
1. Гмина Члухув
2. Гмина Дебжно
3. Гмина Оконек
4. Гмина Жеченица
5. Гмина Щецинек